# جيمس توك
جيمس توك (بالإنجليزية: James Tuck) هو عالم آثار كندي وأمريكي، ولد في 1940، وتوفي في 10 مايو 2019.